# Hans Selye

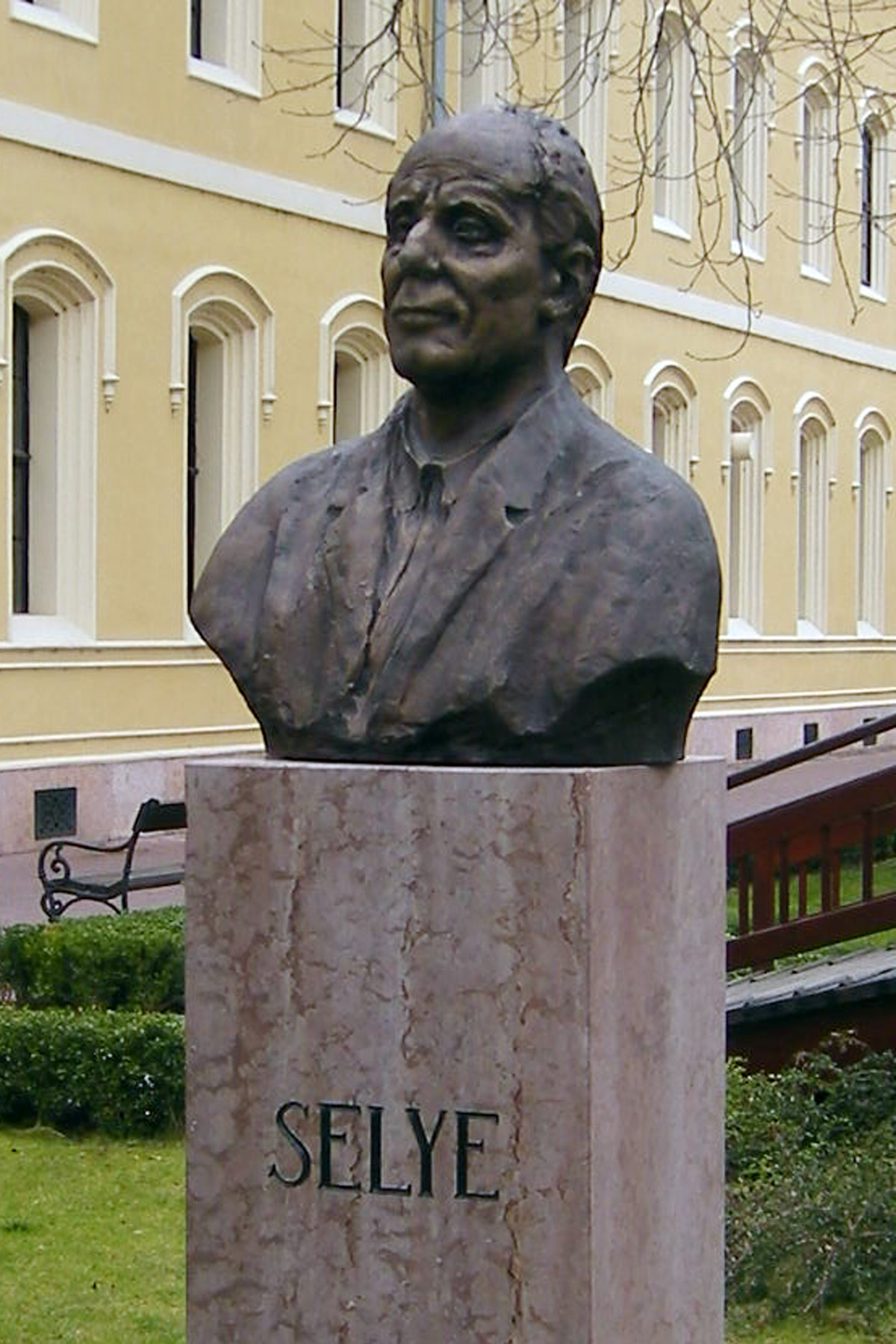
Büste von Hans Selye im Hof des Offizierspavillons in Komárno

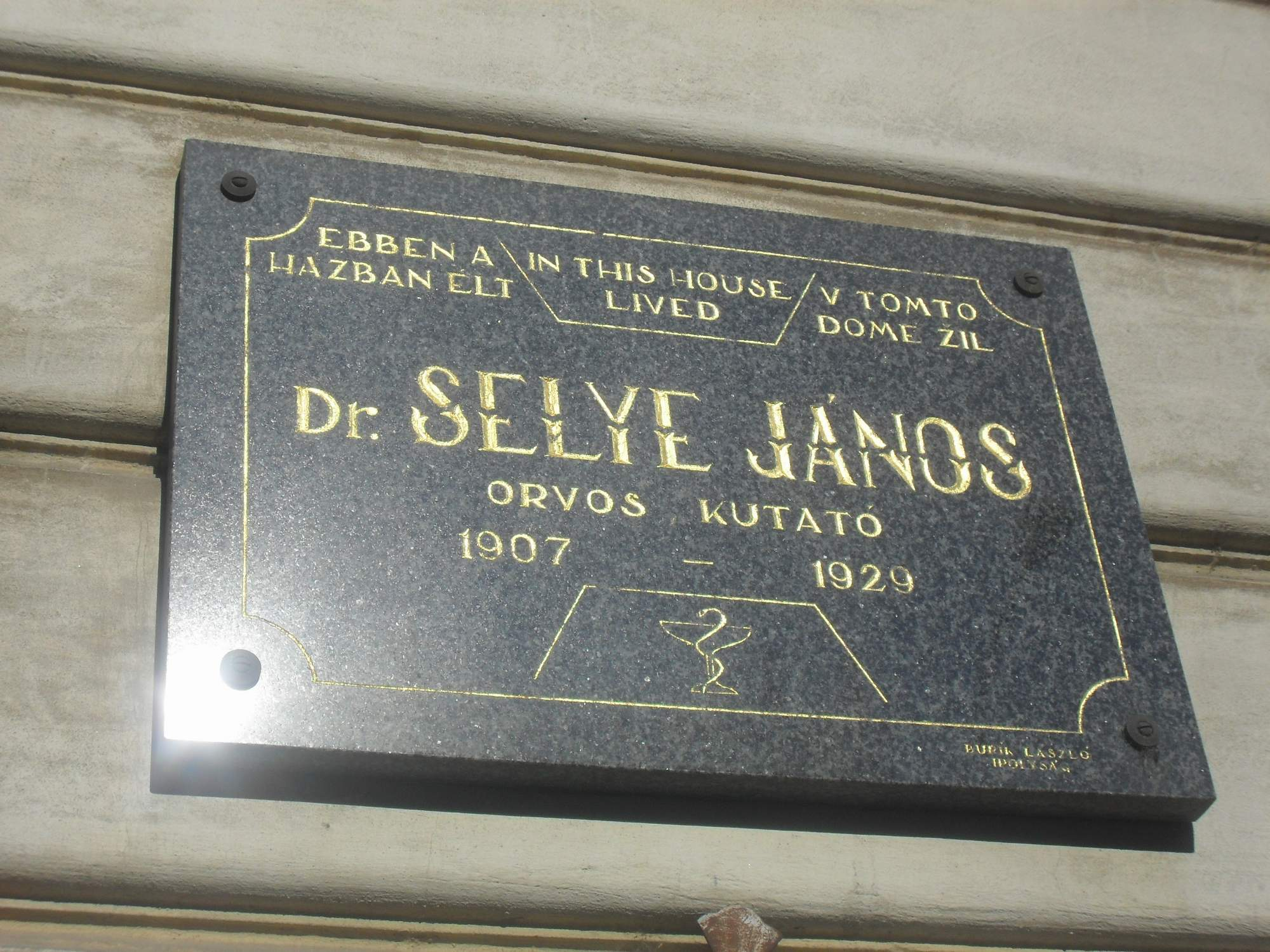
Gedenktafel am Wohnhaus von Hans Selye in Komárno

Hans Hugo Bruno Selye, CC (János Selye [ˈʃɛjɛ]; * 26. Januar 1907 in Wien, Österreich; † 16. Oktober 1982 in Montreal, Québec) war ein österreich-ungarischer/-kanadischer Mediziner, Biochemiker und Hormonforscher.
Er entwickelte in den 1930er-Jahren die Grundlagen der Lehre vom Stress und vom allgemeinen Adaptationssyndrom oder Selye-Syndrom. Er wird somit als „Vater der Stressforschung“ beschrieben.

## Leben
Hans Selye wurde in Wien geboren als einziges Kind des Österreich-Ungarischen Chirurgen Hugo Selye und der Maria Felicitas Selye, geborene Langbank. Er wuchs in Komárno auf und studierte von 1924 bis 1929 Medizin in Prag, Paris und Rom. Er befasste sich in dieser Zeit bereits mit organischer Chemie, wurde 1931 promoviert und wanderte 1934 nach Kanada aus. In Montreal lehrte er ab 1933 Biochemie an der McGill University.
Seit der Publikation seiner ersten wissenschaftlichen Arbeit 1936 schrieb Selye mehr als 1700 Arbeiten und 39 Bücher über das Thema Stress. „Ich habe allen Sprachen ein neues Wort geschenkt – Stress“, so Selye bei der Zusammenfassung seines Lebenswerkes. Das Wort hatte er von Walter Cannon übernommen und mit neuem Sinn erfüllt. Gemäß Selye produziert ein Stress ausgesetzter Organismus toxisch wirkende Stoffwechselprodukte, die den Vorderlappen der Hypophyse erregen, woraufhin dieser ein auf die Nebenniere wirkendes Hormon ausscheidet. Dieses Hormon (das adrenokortikotrope Hormon, kurz ACTH) stimuliert die Nebennierenrinde dazu, unter anderem Desoxycorticosteron zu bilden, woraufhin der Körper beim Versuch des Ausgleichs (Adaptation) mit Adaptationskrankheiten wie einem arteriellen Bluthochdruck reagiert. Zum Zeitpunkt seines Todes (1982) waren Selyes Arbeiten in mehr als 362.000 wissenschaftlichen Arbeiten und in ungezählten Berichten, in den meisten Sprachen und allen Ländern zitiert. Er ist immer noch bei weitem der weltweit meistzitierte Autor zu diesem Thema.
Von 1945 bis 1975 war Selye in Montreal Universitätsprofessor und leitete das Institut für experimentelle Medizin und Chirurgie.
Selye hatte drei Doktorate (M.D., Ph.D., D.Sc.) und 43 Ehrendoktorate. Er war Mitglied in mehreren Dutzend der renommiertesten medizinischen und wissenschaftlichen Vereinigungen, darunter seit 1976 Mitglied der Leopoldina. 1976 hatte er das Internationale Institut für Stress gegründet. Selye hat seinen internationalen Respekt nicht nur für seine wissenschaftlichen Errungenschaften erhalten, sondern auch durch seinen Einsatz bei der praktischen Umsetzung seiner Arbeit. Zwei seiner Bücher, The Stress of Life und Stress Without Distress, waren Bestseller (das letztere Buch in 17 Sprachen).
Er besuchte das ungarische Gymnasium in Komárno. Heute tragen diese Schule und die János-Selye-Universität in Komárno seinen Namen. 2006 wurde er postum in die Canadian Medical Hall of Fame aufgenommen.
Die kanadische Bundesregierung würdigte ihn am 22. Juni 1989 für sein Wirken und erklärte ihn zu einer „Person von nationaler historischer Bedeutung“.
Selye wurde 17 Mal für den Nobelpreis in der Kategorie Physiologie oder Medizin nominiert.
Selyes Stressforschung wurde viele Jahre von der US-amerikanischen Tabakindustrie im Gegenzug für Beratungsleistungen finanziell unterstützt.

## Schriften (Auswahl)
- The general adaptation syndrome and the diseases of adaption. In: The Journal of Clinical Endocrinology and Metabolism (J. Clin. Endocrinol. Metab.). Band 6, Nr. 2, 1949, S. 117 ff., doi:10.1210/jcem-6-2-117.
- The Physiology and Pathology of Exposure to STRESS. ACTA Medical Publishers, Montreal 1950.
- Annual report on stress. Acta, Montreal 1951–1956, ISSN 0517-9475, OCLC 49484349.
- Einführung in die Lehre vom Adaptationssyndrom. Hrsg. und übers. von Heinz Köbcke. Thieme, Stuttgart 1953, DNB 454656580 (Originaltitel: The Story of the Adaptation syndrome).
- Stress beherrscht unser Leben. Einzige berecht., vom Autor überprüfte Übers. aus dem Amerikanischen von Helmut Sopp unter Mitarb. von Klärner. Econ Verlag, Düsseldorf 1957, DNB 454656602 (Originaltitel: The Stress of life).
- Elektrolyte, Stress und Herznekrose. Deutsche Übers. von Ulrich Gruber-Jucker. Schwabe, Basel / Stuttgart 1959, DNB 454656572 (Originaltitel: The chemical Prevention of cardiac necroses).
- mit Fred Kerner: Ihr Herz braucht Spannung – aber sie muß verarbeitet werden. Aus dem Amerikan. übers. von Harry Maor. Hallwag, Bern / Stuttgart 1966, DNB 458931330 (Originaltitel: Stress and your heart).
- Hormone und Widerstandsfähigkeit. In: Münchener Medizinische Wochenschrift. Band 31, 1970, S. 1401 ff.